# Eddie Davis
Eddie „Lockjaw“ Davis (2. března 1922 New York – 3. listopadu 1986 Culver City) byl americký jazzový saxofonista. V letech 1942–1944 hrál v orchestru Cootie Williamse a v následujících letech spolupracoval s hudebníky, mezi které patří Sonny Stitt, Shirley Scott, Coleman Hawkins, Dizzy Gillespie, Red Garland, Harry „Sweets“ Edison nebo Count Basie. Rovněž vydal řadu alb pod svým jménem a několik společně se saxofonistou Johnny Griffinem.
Zemřel v roce 1986 na rakovinu.